# La Guardia Committee
Das LaGuardia Committee (deutsch LaGuardia-Komitee) untersuchte im Auftrag des New Yorker Bürgermeisters Fiorello LaGuardia von 1938 bis 1944 die Gefahren von Cannabis und widerlegte systematisch die Behauptungen des Finanzministeriums der Vereinigten Staaten (US Treasury Department), dass das Rauchen von Marihuana zu Wahnsinn führe, die körperliche und geistige Gesundheit verschlechtere, kriminelles Verhalten und Jugendkriminalität befeuere, körperlich abhängig mache, und eine „Einstiegsdroge“ für gefährlichere Drogen sei.

## Geschichte

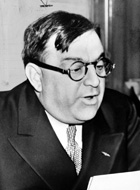
Bürgermeister LaGuardia

Als Fiorello H. LaGuardia Mitglied des Repräsentantenhauses war, hörte er von der Verwendung von Marihuana durch in Panama stationierte US-Soldaten. Der Bericht eines Armee-Untersuchungsausschusses, der die relative Unbedenklichkeit des Arzneimittels beschrieb, und die Tatsache, dass es, wenn überhaupt, eine sehr kleine Rolle bei Problemen der Kriminalität spielte, beeindruckten ihn.
Während der 1930er Jahre, als LaGuardia Bürgermeister der Stadt New York war, hatte Harry J. Anslinger, Vorsitzender des Federal Bureau of Narcotics (FBN), mit einer landesweiten Kampagne aus Zeitungsartikeln (insbesondere der Hearst-Presse) gegen den von ihm verabscheuten Hanf begonnen.
Da sich so die Angst vor Marihuana auch unter großen Teilen der New Yorker Bevölkerung und auch bei Schulkindern verbreitete, suchte LaGuardia am 13. September 1938 die Hilfe der New York Academy of Medicine, die empfahl, einen Sonderausschuss einzusetzen, um eine gründliche soziologische und wissenschaftlich/klinische Untersuchung des Hanfes durchzuführen.
Als Reaktion auf den 1944 veröffentlichten Bericht des Komitees, der darlegte, dass Marihuanakonsum weder zu Wahnsinn führt, noch Verbrechen verursacht oder körperlich abhängig macht, drohte Harry J. Anslinger, jegliche weitere Forschung zu Hanf hart zu bestrafen.

## Der Bericht
Aus den beiden Studien wurden im Abschlussbericht die folgenden Schlüsse gezogen:
Soziologische Aspekte:
1. Marihuana wird im Stadtteil Manhattan in größerem Umfange verwendet, aber das Problem ist nicht so akut, wie es in anderen Teilen der Vereinigten Staaten über New York berichtet wird.
2. Die Einführung von Marihuana in diesem Bereich ist im Vergleich zu anderen Orten kürzlich erfolgt.
3. Der Preis von Marihuana ist gering und daher mit der Kaufkraft der meisten Menschen kompatibel.
4. Die Verbreitung und die Verwendung von Marihuana sind in Harlem zentriert.
5. Der Großteil der Marihuana-Raucher sind Schwarze und Lateinamerikaner.
6. Der Konsens unter den Marihuana-Rauchern ist, dass die Verwendung des Arzneimittels ein Gefühl der persönlichen Vollständigkeit hervorruft.
7. Die Praxis des Rauchens von Marihuana führt nicht zur Sucht im medizinischen Sinne des Wortes.
8. Der Verkauf und Vertrieb von Marihuana ist nicht unter der Kontrolle einer einzelnen organisierten Gruppe.
9. Die Verwendung von Marihuana führt nicht zur Morphin-, Heroin- oder Kokain-Sucht und es werden keine Anstrengungen unternommen, einen Markt für diese Drogen durch die Stimulierung der Praxis des Marihuana-Rauchens zu etablieren.
10. Marihuana ist nicht der entscheidende Faktor bei der Begehung schwerer Verbrechen.
11. Das Rauchen von Marihuana ist unter Schulkindern nicht weit verbreitet.
12. Jugendkriminalität ist nicht mit der Praxis des Rauchens von Marihuana verbunden.
13. Die öffentliche Berichterstattung über die katastrophalen Auswirkungen von Marihuana-Rauchen in New York City ist unbegründet.

Medizinische Aspekte:
1. Unter dem Einfluss von Marihuana ändert sich die grundlegende Persönlichkeitsstruktur des Einzelnen nicht, aber einige der oberflächlichen Aspekte des Verhaltens zeigen Veränderungen.
2. Mit der Verwendung von Marihuana gehen erhöhte Gefühle der Entspannung, Enthemmung und des Selbstvertrauens einher.
3. Das durch das Arzneimittel induzierte neue Gefühl von Selbstvertrauen drückt sich vor allem durch verbale und nicht durch körperliche Aktivität aus. Es gibt einige Anzeichen für eine Abnahme der körperlichen Aktivität.
4. Die Enthemmung, die aus der Verwendung von Marihuana resultiert, lässt latente individuelle Gedanken und Emotionen zum Vorschein kommen, aber keine derartigen Reaktionen, die dem Individuum im nüchternen Zustand völlig fremd wären.
5. Marihuana sorgt nicht nur für angenehme Reaktionen, sondern kann auch Gefühle der Angst hervorrufen.
6. Personen mit einer begrenzten Kapazität für eine effektive Erfahrung und solche, die Schwierigkeiten bei sozialen Kontakten haben, greifen mit höherer Wahrscheinlichkeit auf Marihuana zurück als solche, die eher kontaktfreudig sind.

## Personalien
Das Komitee wurde unter anderem mit George B. Wallace, E. H. L. Corwin, McKeen Cattell, Leon H. Cornwall, Robert F. Loeb, Currier McEwen, B. S. Oppenheimer, Charles Diller Ryan und Dudley D. Shoenfeld besetzt.